# Carl Tanzler
Carl Tanzler, néha gróf Carl von Cosel (Drezda, 1877. február 8. – Tampa, Florida 1952. július 3.) német születésű radiológiai asszisztens a floridai Key Westben, a Tengerészeti Kórház szolgálatában.
Megszállottan rajongott egy fiatal kubai-amerikai tuberkulózisos betegért, Elena „Helen” Milagro de Hoyosért (1909. július 31. – 1931. október 25.), amely jóval azután is folytatódott, hogy a betegség az illető halálát okozta. 1933-ban, majdnem két évvel Hoyos halála után Tanzler eltávolította Hoyos holttestét a sírjából, és hét évig az otthonában élt a holttesttel, mire Hoyos rokonai és a hatóságok ezt 1940-ben felfedezték.

## Név
Tanzler sok neven ismert volt; Georg Karl Tänzler néven szerepelt a német házassági jegyzőkönyvén. Az Egyesült Államok állampolgársági okmányain Carl Tanzler von Coselként szerepeltették, a floridai halotti nyilvántartásban pedig Carl Tanzler néven. Néhány kórházi nyilvántartását Carl Tanzler von Cosel gróf néven írta alá.

## Ifjúkora
Karl Tänzler vagy Georg Karl Tänzler néven született 1877. február 8-án (Drezda, Németország).
Tanzler a császári Németországban nőtt fel, de egy ponton Ausztráliában kötött ki, közvetlenül az első világháború kitörése előtt.
1920 körül, Németországba való visszatérése után, Tanzler feleségül vette Doris Anna Shafert (1889–1977). Két gyermekük volt: Ayesha Tanzler (1922–1998) és Clarista Tanzler (1924–1934), az utóbbi diftéria miatt meghalt.
Tanzler 1926-ban Németországból emigrált az Egyesült Államokba, 1926. február 6-án Rotterdamból vitorlázott a kubai Havannába. Kubából átutazott Floridába, ahol letelepedett Zephyrhillsben, ahová a nővére emigrált; később a felesége és két lánya csatlakozott hozzá.
1927-ben hagyta el családját Zephyrhillsben, és radiológiai technikusként dolgozott az amerikai haditengerészeti kórházban, Key Westben, Carl von Cosel néven.
Gyermekkorában Németországban, majd később, rövid ideig az olaszországi Genovában utazva Tanzler azt állította, hogy egy állítólagos őse, Anna grófnő, Constantia von Cosel grófnő látomásaiban meglátogatta őt és felfedte neki igaz szerelmének arcát, aki egy egzotikus sötét hajú nő.

## Maria Elena Milagro de Hoyos
1930. április 22-én a Key West haditengerészeti kórházban dolgozva Tanzler találkozott Maria Elena „Helen” Milagro de Hoyos-szal, egy helyi kubai-amerikai nővel, akit anyja kórházba szállított egy vizsgálat miatt. Tanzler azonnal felismerte őt a gyönyörű sötét hajú nőként, aki korábbi „látomásai” során megjelent neki. Hoyost helyi szépségnek tekintették Key Westben.
1926. február 18-án Hoyos feleségül ment Luis Mesához. Mesa nem sokkal azután hagyta el Hoyost, hogy Hoyos elvetélte gyermeküket, majd Miamiba költözött. Hoyos a halálának időpontjában törvényesen Mesa felesége volt.
Hoyosnál tuberkulózist diagnosztizálták, amely akkoriban egy tipikusan halálos kimenetelű betegségnek számított. Tanzler sajátos orvosi ismereteivel megpróbálta kezelni és gyógyítani Hoyost különféle gyógyszerekkel, röntgenfelszereléssel és elektromos berendezésekkel, amelyeket a Hoyos-házba hoztak. Tanzler ékszerekkel és ruházati ajándékokkal árasztotta el Hoyost, és állítólag szerelmet vallott neki, ám semmilyen bizonyíték nem támasztja alá, hogy Hoyos bármilyen érzelmet táplált volna Tanzler iránt.

## Megszállottság

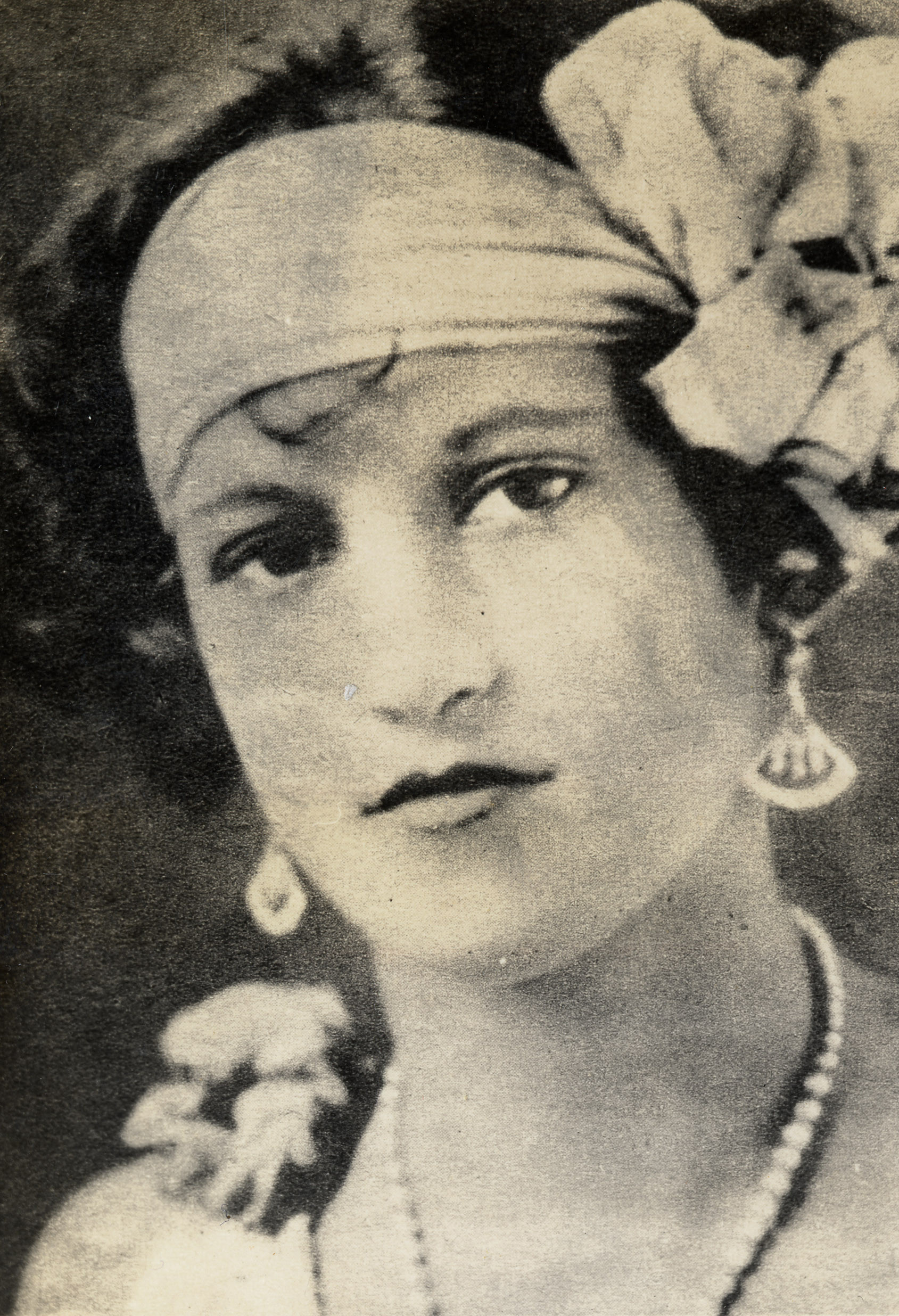
Maria Elena Milagro de Hoyos (1909–1931)

Tanzler legnagyobb erőfeszítései ellenére Hoyos 1931. október 25-én, szülei otthonában gümőkórban meghalt. Tanzler fizetett a temetésért, és családja engedélyével egy föld feletti mauzóleumot építtetett neki a Key West temetőben, amelyet majdnem minden este meglátogatott.
1933 áprilisának egyik napján Tanzler eltávolította a testet a mauzóleumból, majd egy játékkocsival sötétedés után az otthonába szállította. Állítólag azt mondta, hogy Hoyos szelleme visszatér, mikor a nő sírja mellett ül és holttestének szerenádozza kedvenc spanyol dalát. Azt is állította, hogy a nő gyakran azt mondta neki, hogy vigye el a sírjából.
Tanzler a holttest csontjait huzallal és vállfákkal stabilizálta, szemgödrébe üvegszemet illesztett. Amint a holttest bomlásnak indult, Tanzler viasszal helyettesítette, majd vakolattal és selyemszövettel. Mivel a haj kihullott a lebomló fejbőrről, Tanzler ezt egy Hoyos hajából származó parókával pótolta, melyet Hoyos anyjától szerzett korábban. Tanzler feltöltötte a holttest has- és mellüregét rongyokkal, hogy azok megőrizzék eredeti formájukat, Hoyos maradványait harisnyába, ékszerekbe és kesztyűkbe öltöztette, és a testét az ágyában tartotta. Tanzler nagy mennyiségű parfümöt, fertőtlenítőszert és tartósítószert használt a szag elfedésére és a holttest bomlásának késleltetésére.
1940 októberében Hoyos nővére, Florinda hallott pletykákat arról, hogy Tanzler a húga szétesett testével alszik. Találkozott otthonában Tanzlerrel, ahol Hoyos testét felfedezték (magát Tanzlert is látták a holttesttel táncolni egy nyitott ablak előtt). Florinda értesítette a hatóságokat, Tanzlert letartóztatták és fogva tartották. Tanzler pszichiátriai vizsgálatát elvégezték, és szellemileg alkalmasnak találták, hogy bíróság elé állhasson azzal a váddal, hogy „Hoyos sírját szándékosan és rosszindulatúan elpusztította, holttestét engedély nélkül eltávolította”. Az 1940. október 9-én, Key Westben levő Monroe megyei bíróság előtt tartott előzetes meghallgatást követően Tanzlert megvádolták, de az ügyet végül lemondták és szabadon engedték, mivel a bűncselekmény elévülési ideje lejárt.
Nem sokkal azután, hogy a hatóságok felfedezték a holttestet, orvosok és patológusok megvizsgálták Hoyos holttestét, és nyilvánosan kiállították a Dean-Lopez temetkezési otthonban, amit 6800 ember tekintett meg. Hoyos holttestét visszajuttatták a Key West temetőbe, ahol a maradványokat egy jelöletlen sírba temették el, egy titkos helyen, hogy elkerüljék a további visszaéléseket.
Az eset és az előzetes meghallgatás alapjául szolgáló tények az akkori média és a nyilvánosság körében is érdeklődését váltottak ki. A közvélemény hangulata általában együttérző volt Tanzler iránt, akit sokszor reménytelen szerelmesnek tekintettek.
Bár nem jelentettek egyidejűleg, a kutatások Tanzler nekrofíliájának bizonyítékait fedték fel Hoyos holttestével. Két orvos, akik részt vettek Hoyos 1940-ben történt boncolásában, 1972-ben kijelentették, hogy a holttest hüvelyi részébe papírcsövet helyeztek be, amely lehetővé tette a közösülést. Mások azt állítják, hogy mivel az 1940. évi előzetes tárgyaláson nem nyújtottak be nekrofíliai bizonyítékot, és mivel az orvosok „bizonyítéka” 1972-ben állt elő, több mint 30 évvel az ügy elbocsátása után, a nekrofília állítás megkérdőjelezhető. Bár a boncolásnál készült akkori fényképek és a nyilvános kiállításon készített fényképek sem mutatnak csövet, a nekrofília állítását a HBO Autopsy című műsora megismételte 1999-ben.

## Későbbi élet és halál
1944-ben Tanzler a floridai Pasco megyébe költözött, a floridai Zephyrhills közelében, ahol önéletrajzot írt, amely 1947-ben jelent meg Fantasztikus kalandok c. cellulóz kiadványban. Otthon a felesége, Doris a közelében volt, aki látszólag segített Tanzlernek késői éveiben.
Tanzler készített egy halotti maszkot, hogy létre tudjon hozni egy életnagyságú képmást Hoyosról, mellyel haláláig élt. Testét három héttel a halála után fedezték fel otthona padlóján.
Egyes sajtóorgánumok azt írták (leginkább a Swicegood), hogy Tanzler kicserélte a holttestet egy másikra (vagy Hoyos maradványait titokban visszaküldték neki), és Hoyos valódi teste jelenlétében halt meg.